# Хабибуллаев, Мухтар
Хабибуллаев Мухтар Хабибуллаевич - Заслуженный строитель Узбекистана, общественный деятель. Внёс большой вклад в восстановление Ташкента после разрушительного землетрясения, произошедшего в апреле 1966 года. Лауреат Государственных премий и наград.
Начало трудовой деятельности:
1958 г. — Работал в строительном управлении № 6, строительного треста № 159;
1968 г. — зачислен плотником 5-го разряда в строительное управление № 69, строительного треста № 11 «Высотстрой», назначен бригадиром;
1973 г. — присвоен 5-й разряд монтажника;
1978 г. — назначен бригадиром монтажников;
1981 г.  — СМУ № 69 переименовалось в СМУ СЖБС треста № 11 «Высотстрой», назначен бригадиром монтажников ж/б конструкций;
1987 г. — назначен начальником управления СМУ СЖБС треста № 11 «Высотстрой»;
1992 г. — СМУ СЖБС переименовано в фирму «Турон», назначен управляющим;
1994 г. — фирма «Турон» переименована в АО «Турон-центрстрой», назначен председателем правления где и проработал до выхода на пенсию по возрасту в 2002 году:
Награды и поощрения:
Во время трудовой деятельности, за самоотверженный труд по восстановлению Ташкента от разрушительных последствий землетрясения 1966 года, был награждён следующими орденами и медалями:

Строители Ташкента

1970 г. — Медаль «За доблестный труд»;
1971 г. — Орден «Трудового красного знамени»;
1971 г. — За разработку проекта и строительство центрального музея Ленина в Ташкенте, присуждена премия Совета министров СССР;
1973 г. — Знак «Победитель социалистического соревнования»;
1974 г. — Знак «Ударник 9-й пятилетки»;
1976 г. — Знак «Победитель социалистического соревнования»;
1976 г. — Орден «Ленина»;
1991 г. — Знак «Строителю Ташкента»;
1997 г. — Почетное звание «Заслуженный строитель Республики Узбекистан»;
2001 г. — Памятный знак «10 лет независимости Узбекистана»:
Общественная деятельность:
1971 г. — Депутат Ташкентского городского совета народных депутатов;
1983 г. — Делегат VI-го всесоюзного съезда научно-технических обществ;
1985 г. — Депутат Верховного совета УзССР;

Депутат Верховного совета УзССР

1986 г. — Делегат XXVII съезда КПСС;

Делегат XXVII съезда КПСС

Принимал активное участие в строительстве объектов:
— Завод «Узбексельмаш»;
— Дворец «Дружбы народов»;
— Вычислительный центр комплексного пользования (ныне бизнес-центр «Пойтахт»;
— Главный универсальный магазин;
— Музей им. Ленина в Ташкенте (ныне музей истории Узбекистана);
— Музей истории Темуридов;

Музей им. Ленина в Ташкенте

— Дом кооперации (ныне Академия Государственного управления при Президенте РУз);
— Резиденция «Ок сарой» (ныне музей И.Каримова);
— Войсковая часть национальной гвардии Узбекистана;
— Большой купол рынка Чор-су;
— ТашГосцирк;
— Телевизионная башня в Ташкенте;
— Новое здание Государственной консерватории;
— Здание Зимней резиденции Президента РУз;